# Saltator maximus
El pepitero gorjicanelo (Saltator maximus) es una especie de ave paseriforme de la familia Thraupidae perteneciente al  numeroso género Saltator, anteriormente colocada en la familia Cardinalidae. Es nativo de la América tropical (Neotrópico), donde habita desde el sur de México, por Centroamérica hasta el centro de Sudamérica. 

## Nombres comunes
Se le denomina también picurero (en Bolivia, Colombia y Venezuela), papayero (en Colombia), saltator gorjileonado (en México), saltador gorgianteado (en Costa Rica, Honduras y Panamá), saltador enmedallado (en Nicaragua),  picurero bosquero (en México), saltador golianteado (en Ecuador), saltador de garganta anteada (en Perú), saltador de garganta ocre (en México), saltador ajicero (en Colombia) o saltador de garganta canela.

## Distribución y hábitat
Se distribuye desde el este de México (Veracruz) hacia el sureste por la pendiente del Caribe, de Belice, Guatemala, Honduras, El Salvador, Nicaragua, y también por la pendiente del Pacífico de Costa Rica y Panamá; en Sudamérica, a occidente de los Andes, desde el noroeste de Venezuela, por Colombia, Ecuador, hasta el extremo noroeste de Perú, y a oriente de los Andes, por una inmensa región que abarca toda la cuenca amazónica y el escudo guayanés, en Colombia, Venezuela, Guyana, Surinam, Guayana Francesa, este de Ecuador, este de Perú, norte de Bolivia, hasta el centro oeste de Brasil, y una población aislada en la costa este de Brasil.
Esta especie es generalmente común y ampliamente diseminada en sus hábitats naturales: el dosel y los bordes de selvas húmedas y claros adyacentes, principalmente por debajo de los 1200 m de altitud, unos pocos llegando hasta los 1600 m o más.

## Descripción
Mide entre 17 y 21 cm de longitud. El adulto tiene la cabeza gris pizarra, con una corona verdosa y cejas blancas. Las partes dorsales del ave son color verde oliva; las partes ventrales son grises, tornándose leonadas en el vientre bajo y en las plumas cobertoras inferiores de la cola. La garganta es leonada, rodeada de una banda negra que incluye tanto la garganta y el pecho. Los juveniles son más opacos, con la garganta y el pecho negruzcos con manchas blancas, y manchas pardas en las partes inferiores. El pico es convexo y grueso, de color negro; las patas son negras.
Se alimenta de frutos, yemas de plantas, néctar e insectos.
La hembra pone dos huevos azules pálidos, de 22 a 32 mm de longitud por 16 a 21 mm de ancho y un peso de 4,8 a 6,1 g. Los nidos son en forma de cuenco, construidos en árboles a alturas superiores a 2 metros.

## Sistemática

### Descripción original
La especie S. maximus fue descrita por primera vez por el naturalista alemán Philipp Ludwig Statius Müller en 1776 bajo el nombre científico Tanagra maxima; su localidad tipo es: «Cayena, Guayana francesa».

### Etimología
El nombre genérico masculino «Saltator» proviene del latín «saltator, saltatoris» que significa ‘bailarín’; y el nombre de la especie «maximus» en latín significa ‘el  mayor’, ‘máximo’.

### Taxonomía
El género Saltator era tradicionalmente colocado en la familia Cardinalidae, pero las evidencias genéticas demostraron que pertenece a Thraupidae, de acuerdo con Klicka et al (2007). Estas evidencias también muestran que la presente especie es hermana del par formado por Saltator atriceps y S. atripennis.

### Subespecies
Según las clasificaciones del Congreso Ornitológico Internacional (IOC) y Clements Checklist/eBird v.2019 se reconocen cinco subespecies, con su correspondiente distribución geográfica:
- Saltator maximus gigantodes Cabanis, 1851 – pendiente caribeña del este de México, desde Veracruz al norte de Oaxaca.
- Saltator maximus magnoides Lafresnaye, 1844 – del sur de México (Chiapas y Quintana Roo) hasta el noroeste de Panamá.
- Saltator maximus intermedius Lawrence, 1864 – del suroeste de Costa Rica al oeste de Panamá (Zona del Canal).
- Saltator maximus iungens Griscom, 1929 – del este de Panamá hasta las tierras bajas del noroeste de Colombia.
- Saltator maximus maximus (Statius Müller), 1776 – del este de Colombia, Venezuela y las Guayanas, hasta el centro oeste de Brasil y noreste de Bolivia; también en la costa oriental de Brasil.